# Morte di san Giuseppe
La Morte di san Giuseppe è un dipinto a olio su tela centinata (ossia sagomata a arco) di dimensioni 398x238 cm, di Francesco Polazzo, databile al 1738 e conservato nella collegiata dei Santi Nazaro e Celso di Brescia, al quarto altare destro.

## Storia
Nella sua guida della città del 1747, Francesco Maccarinelli è il primo a dare notizia della presenza della pala "a sinistro lato del pulpito" e la dice eseguita nel 1738. Essendo contemporaneo ai fatti, la sua testimonianza è assumibile come veritiera ed è comunque stata accettata all'unanimità della critica successiva.
Nel 1760, però, Giovanni Battista Carboni la vede e registra collocata al di fuori del luogo predestinato, "a cagione della nuova Fabbrica della Chiesa". In quegli anni, la chiesa stava subendo una ricostruzione integrale e le varie tele custodite nella chiesa, compresa quella del Polazzo, erano continuamente spostate, trasferite o ammassate nei locali della collegiata.
Concluso il cantiere, la tela non trova ancora una sistemazione definitiva, che ottiene solamente nel 1844 con l'installazione dell'altare di San Giuseppe, uno degli ultimi altari laterali rimasti inattuati nel progetto settecentesco.

## Descrizione
La pala raffigura l'istante della morte di san Giuseppe tra sua moglie Maria e il figlio Gesù, la prima dietro e il secondo davanti al letto dove san Giuseppe è coricato. L'ambiente dove si svolge la scena è solamente tratteggiato nel lungo e spoglio gradino dipinto in basso a destra, mentre tutto il resto è occupato da nubi e angeli in volo.
Nella sommità della tela si apre uno squarcio tra le nubi dal quale scendono raggi luminosi, verso i quali atteggiano tutti e tre i personaggi.

## Stile
La prima valutazione critica del dipinto è quella di Paolo Brognoli del 1826, che non riconosce la mano del Polazzo ma la pone sullo stile di Giovanni Battista Piazzetta, effettivamente il principale riferimento stilistico dell'autore. Il Brognoli individua anche la specifica fonte d'ispirazione in una pala del Piazzetta di omonimo soggetto, oggi al Museum Schloss Wilhelmshöhe di Kassel, eseguita tra il 1725 e il 1727.
Il tema della Morte di san Giuseppe era comunque già stato affrontato dal Polazzo, precedentemente alla tela di Brescia, in una pala per il Duomo di Bergamo, databile tra il 1731 e il 1737. In entrambe le tele, il riferimento al Piazzetta è evidente negli effetti chiaroscurali e nell'impostazione generale, dove la direzione della luce, la disposizione del letto su cui giace il santo e il braccio proteso di Gesù sottolineano la prospettiva diagonale, caratterizzante l'opera.
Tale schema era già stato utilizzato dal Polazzo in opere precedenti e ancora ne farà ricorso successivamente, dimostrandosi di fatto scarsamente originale e piuttosto ripetitivo. Rispetto alla tela di Bergamo, comunque, questa di Brescia appare meglio risolta nel suo specifico formato di pala d'altare.
Il dipinto, in ogni caso, mantiene un grande effetto coloristico, ottenuto con accostamenti molto ricercati di cromie, coniugando in tal senso le complesse composizioni cromatiche con le quali il pittore era venuto in contatto nella formazione bolognese e la solarità veneziana della maturità artistica.